# منتخب كولومبيا لكرة الصالات للسيدات
منتخب كولومبيا لكرة الصالات للسيدات هو ممثل كولومبيا الرسمي في المنافسات الدولية في كرة الصالات للسيدات
.